# Документальная фотография
Документальная фотография — ветвь фотоискусства, направление фотографии, художественная программа которого ориентирована на изображение достоверного. Центральная идея документальной фотографии — обращение к реальным событиям. В некоторых случаях документальная фотография формируется как обращение или призыв и подразумевает создание фотографического документа.
По мнению Сьюзен Зонтаг: документальная фотография — важный художественный прецедент, где профессионализм и многолетняя практика не гарантируют безусловного преимущества перед спонтанным и случайным. Отчасти потому, что важное значение в документалистике приобретает стечение обстоятельств, которое поддерживает несовершенное как изобразительный принцип. В своей книге «О фотографии» Сюзан Зонтаг обращала внимание на идеологический аспект документальной фотографии даже в тех случаях, когда целью кадра является объективность. В частности, Зонтаг считала снимки Уолкера Эванса и Доротеи Ланж попыткой тенденциозного изображения событий Великой Депрессии и способом формирования художественного вектора посредством акцентирования драматического начала.

## История

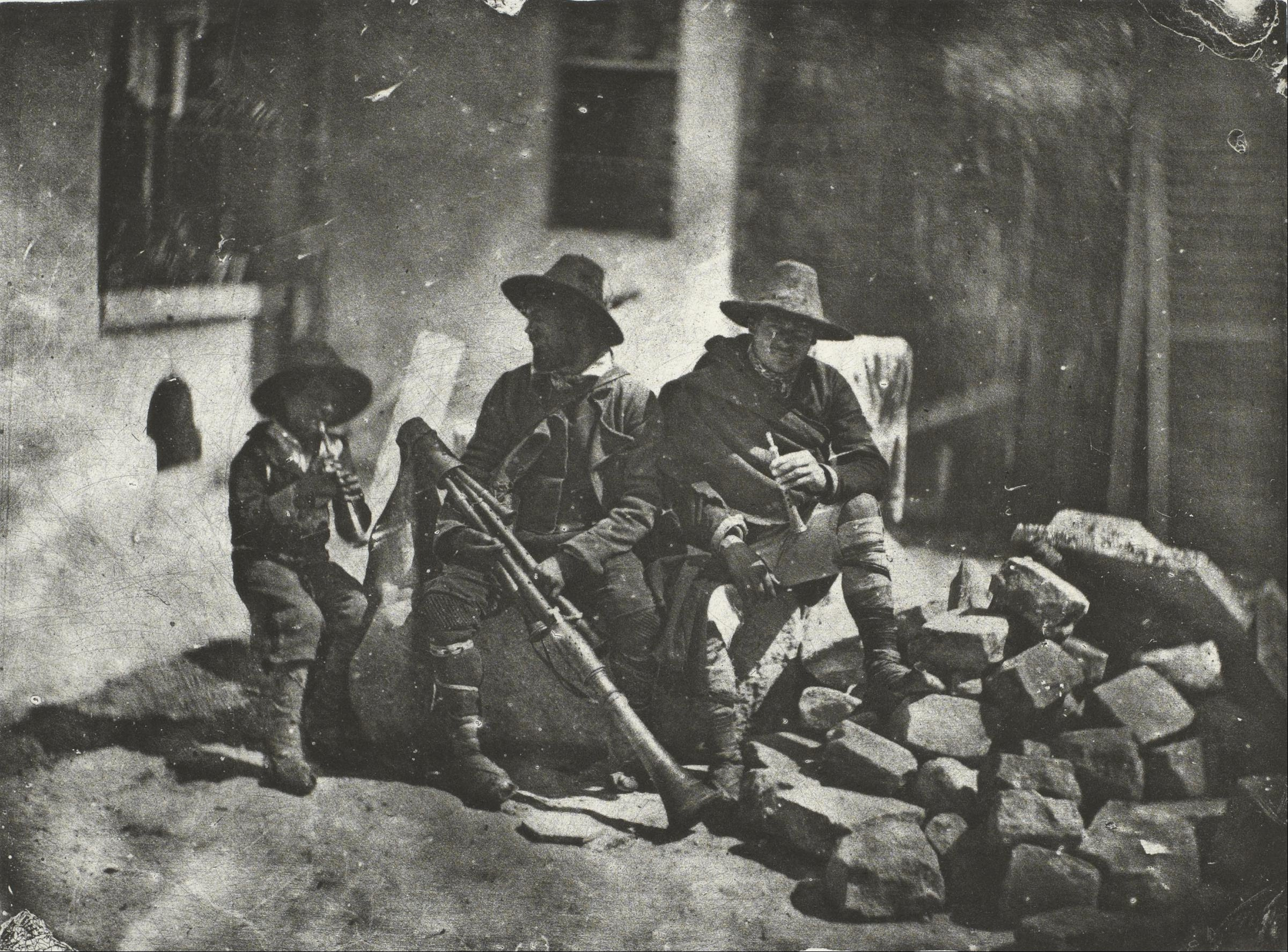
Шарль Нэгр, Уличные музыканты на набережной Бурбон, 1853.

Появление документальной фотографии принято связывать с изобретением фотографического процесса: в XIX веке было распространено мнение, что снимок документален по своей природе. Появление фотодокументалистики соотносят с именами Ньепса, Дагера и Тальбо полагая, что идея изображения окружающего мира может быть соотнесена с принципом документального. Как форма обращения к событиям повседневной жизни документальная фотография появляется в середине XIX столетия. Наиболее известный пример ранней документальной фотографии — снимки Шарля Нэгра, сделанные на улицах Парижа в 1850-е годы.

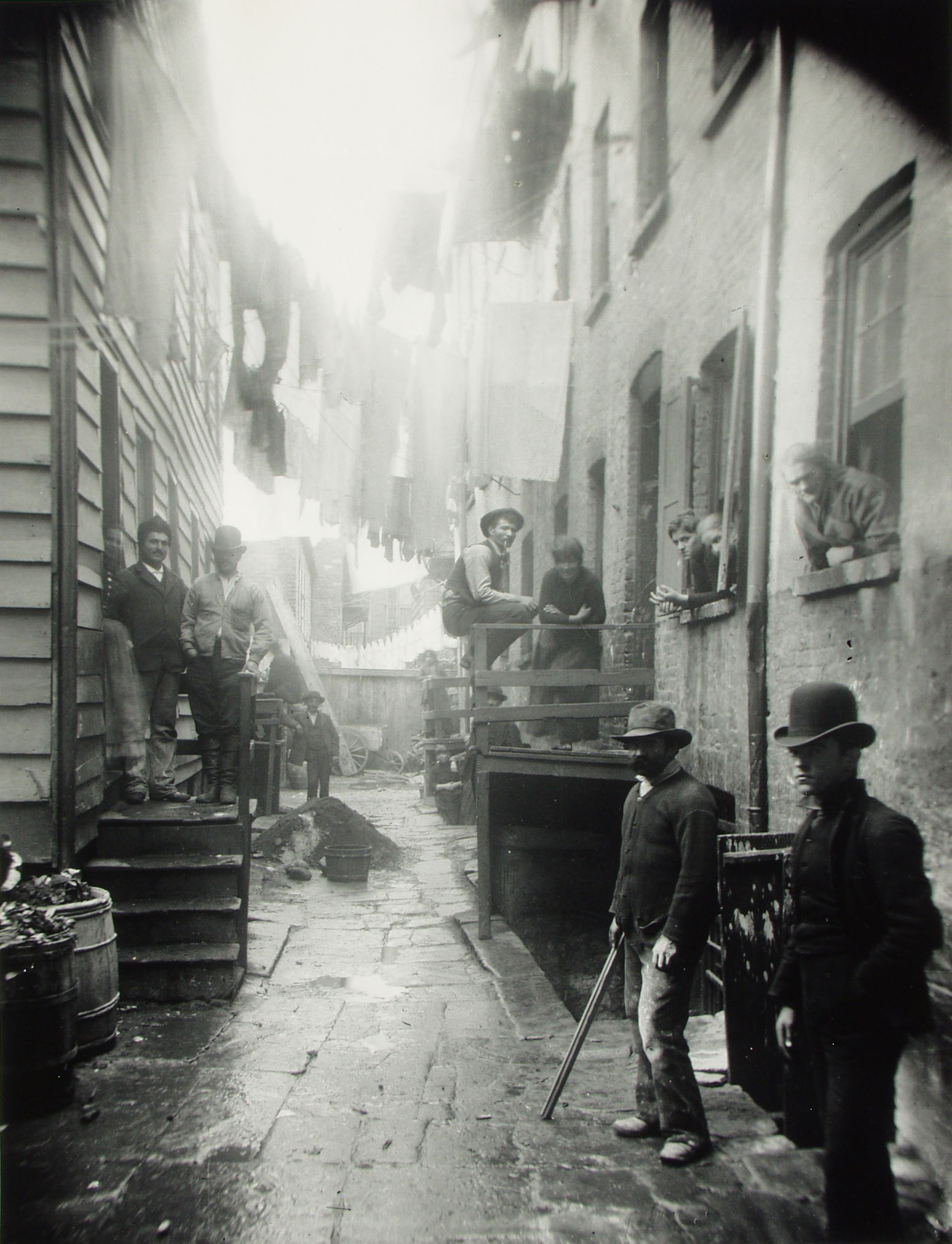
Риис, Якоб Август. Фотография из книги How the Other Half Lives 1890

Развитие документальной фотографии XIX века происходило на фоне нескольких военных конфликтов — Крымская война, Гражданская война в США, Франко-прусская война: фотография стала способом создания картины войны. Одна из проблем, с которой столкнулись фотографы — противоречие между документальным и художественным. Подлинная картина военных действий не соответствовала мифу о живописном, величественном или возвышенном . И наоборот — глубокий трагический образ войны часто был результатом не документальной, а постановочной съёмки. С этой проблемой столкнулись такие фотографы Мэтью Брэди, Тимоти О’Салливан и Роджер Фентон.
В середине XIX - начале XX веков развитие документальной фотографии было связано с социальными движениями и отчасти продиктовано ими. Документальная фотография XIX столетия — это альбомы и публикации посвящённые бедственной жизни городских улиц. К этой форме документальной фотографии относятся, в частности, работы Якоба Рииса, Джона Томсона, а чуть позже — Льюиса Хайна, который изображал катастрофические условия городского быта и труда. Якоб Риис был фотографом, активно выступавшим за социальные реформы — фотография стала для него инструментом общественного призыва и формой социальной критики. Его книга How the Other Half Lives 1890 года рассказывала о жизни нью-йоркских трущоб и оказалась важным явлением не только фотографического, но и социального движения.
Первая половина XX века обозначила понимание социального и критического предназначения фотографии. 

## Документальная фотография как самостоятельный жанр

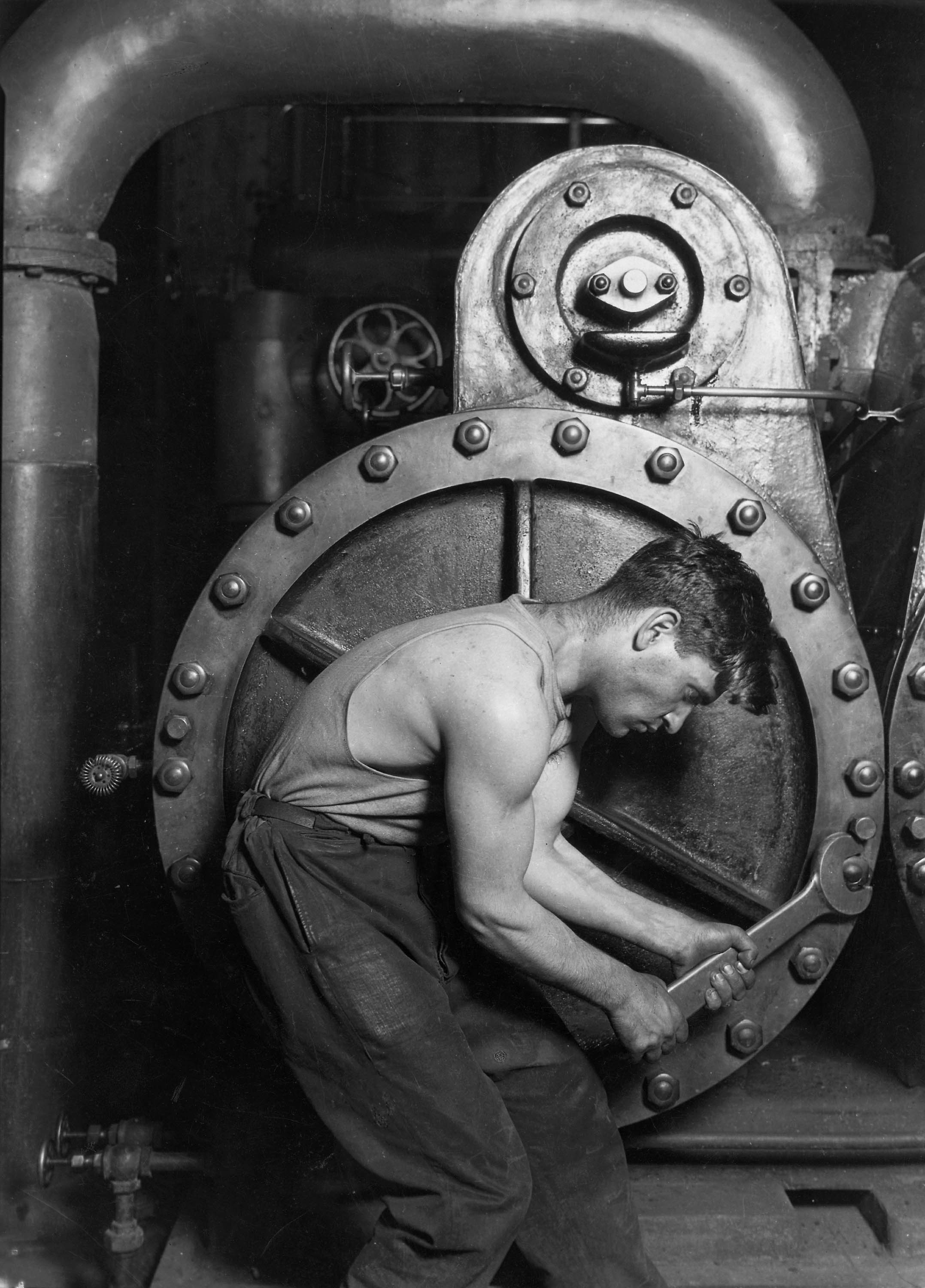
Механик, работающий с паровой помпой, Льюис В. Хайн, 1920 год

В первые десятилетия XX века документальная стратегия была оценена как часть специфической художественной программы . Отчасти, эта идея была реализована в рамках деятельности Группы F/64 и в системе фотографии Нового ви́дения.
Последствия глобального экономического кризиса в США, ставит правительство Америки под руководством президента Франклина Рузвельта перед необходимостью всеобъемлющих социальных реформ, известных в истории как Новый курс Рузвельта. В этой связи, одной из важнейших задач правительства была необходимость заручиться поддержкой у широкой массы населения США для проведения намеченной политики реформ. В 1935 году от администрации по переселению (позднее переименовано в Farm Security Administration, FSA) фотографы получают заказ на создание крупномасштабной фотографической документации сельской жизни в Америке. Задачей фотографов было достойно и эстетично запечатлеть обедневшего сельского жителя Соединённых Штатов, избегая при этом художественности в своих работах. Этот новый жанр фотографии был назван «документальной фотографией».

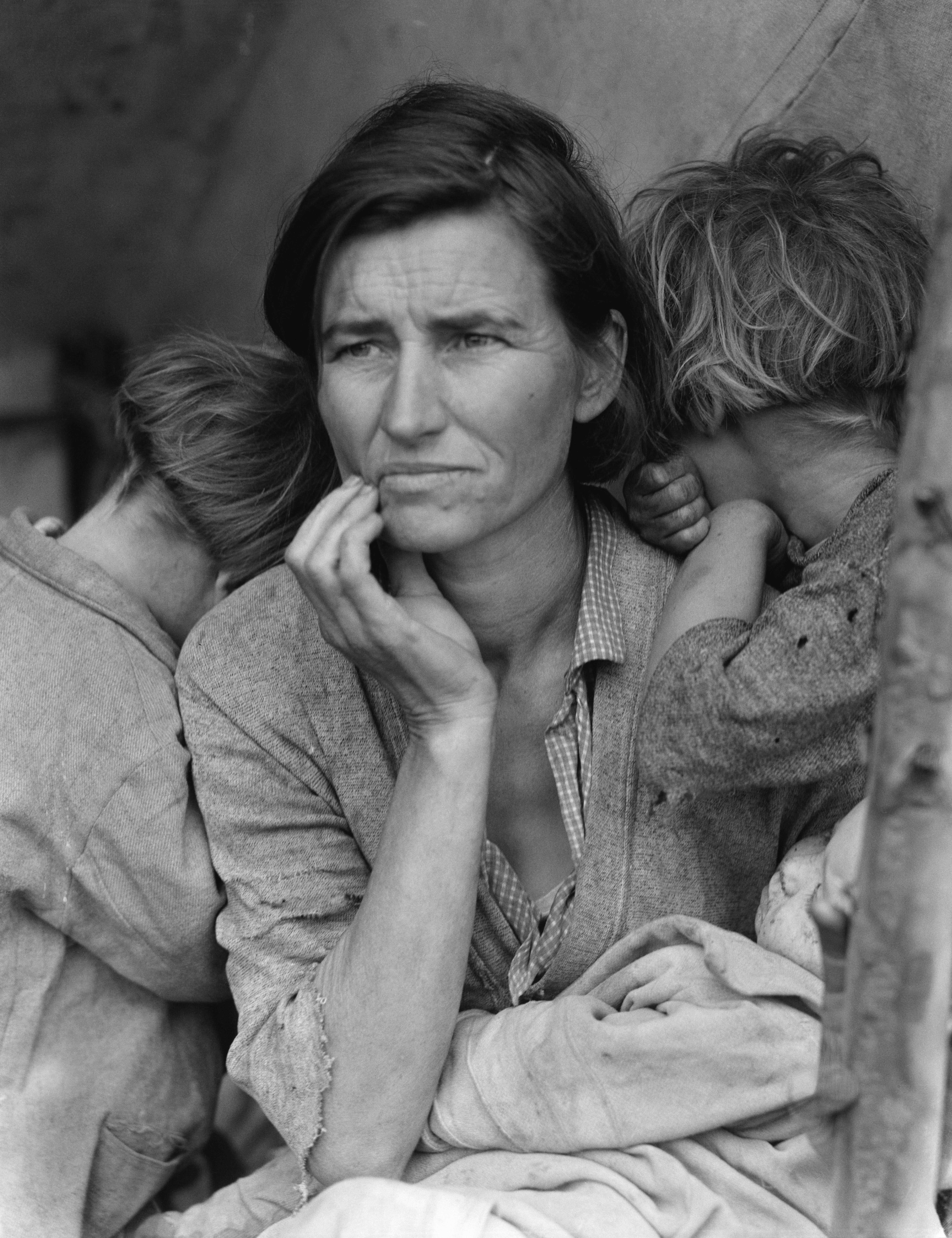
Многодетная мать, 32 года, Доротея Ланж, Великая депрессия (1936)

### Ранняя документальная фотография в Германии
К числу наиболее примечательных фотографов первой половины XX века можно отнести немецкого фотографа Августа Зандера. Его работа «Люди XX столетия» оказала влияние в равной степени как на художественную систему, так и на документальную фотографию в Европе. Работы Августа Зандера соединили в себе элементы прямой и постановочной фотографии, открыв новый способ видения в фотографии XX века. Работы Августа Зандера часто являются предметом исследования как самостоятельный художественный прецедент.

## Документальная фотография после 1945 года
Окончание второй мировой войны ознаменовало непростой период в документальной фотографии. Все значительные фотографы-документалисты послевоенного времени: Диана Арбус, Роберт Франк, Юджин Смит, Мэри Эллен Марк, Уильям Кляйн либо существовали как одиночки, либо были вынуждены подрабатывать в роли поставщиков историй для больших иллюстрированных журналов, таких как Life. Журналы находят все меньше и меньше места для документальной фотографии и авторов с политически независимой позицией.
Изменились требования к материалам в средствах массовой информации: изображения должны быть актуальным, ярким и запоминающимся. Публикации развёрнутых историй, в свою очередь, были вытеснены публикациями небольшого объёма с одной или двумя фотографиями. Документальная фотография уступила место фотожурналистике, а фотографии авторов-документалистов можно чаще увидеть в галерейном пространстве, в музеях, в книгах и фотоальбомах, чем в журнальных изданиях.
Осознание, особенно в период Вьетнамской войны того факта, что политические организации способны использовать фотографию как оружие в преследовании своих задач, приводит к усложнению пути фотографии в печать. Правительство напрямую вмешивается в редакционный процесс освещения военных конфликтов вплоть до прикомандирования журналистов к военным частям.

## КнигаАмериканцыи выставкаНовые документы
Важным этапом документальной фотографии стало появление в 1959 году книги Роберта Франка Американцы (The Americans), которая, в свою очередь, была идеологическим продолжением проекта Уолкера Эванса Американские фотографии (The American Photographs). Американцы задали новый стандарт документальной фотографии — не столько критический, сколько лирический и поэтический. Американцы были связаны не с формальными событиями, а с последовательным течением повседневной жизни. 
Этапным проектом в системе документальной фотографии стала выставка Новые документы, состоявшаяся в Музее современного искусства в Нью-Йорке в 1967 году и представившая фотографии Дианы Арбус, Лии Фридлендера и Гарри Виногранда. Новые документы стали способом верификации художественного статуса документальной фотографии и сыграли решающую роль в её распространении как устойчивого жанра. Новые документы позиционировани фотографию как прецедент общественной системы и форму социальной ответственности. В то же время, они подвели своеобразный итог изобразительной документалистики, став завершающим проектом классической документальной фотографии.

## Новая история
Начало нового тысячелетия знаменует переломный момент в отношении к документальной фотографии. Музеи и научные учреждения переосмысливают и придают новое значение и документальной силе фотографии. Летом 2009 года выставка документальной фотографии 1920-х — 1930-х годов прошла в Музее Людвига в Будапеште. Также в 2009 году при поддержке фотографа и куратора и Jorge Ribalta в Музее современного искусства (Барселона) состоялась ретроспективная выставка документальной фотографии XX века «Универсальный Архив». В 2010 году в Музее королевы Софии в Мадриде состоялась международная конференция посвящённая проблемам документальной фотографии.
Мануэль Ривера-Ортис - один из наиболее известных современных молодых документалистов. Главная тема его работ - условия жизни людей в развивающихся странах. Ривера Ортис вырос в нищете в сельских районах Пуэрто-Рико 1970-х годов. Он характеризует своё исследование как праздник жизни (A Celebration of Life) в нищете.

## Критика документального метода
В 1970-е — 1980-е годы документальная фотография стала объектом последовательной критики. Два наиболее известных прецедента — работы Сьюзан Зонтаг и Алана Секулы. Оба автора обращали внимание на неизбежный постановочный характер документальных кадров, а также подняли вопрос об этической состоятельности документальной фотографии. Они обратили внимание, что документальная фотография становится способом психологического давления и спекуляции, используется как инструмент эмоциональной манипуляции, построенный на чужих страданиях. Наиболее известный эпизод — критика в адрес работ Себастьяна Салгаду, которого Сьюзан Зонтаг фактически обвиняла в этических спекуляциях. Критики фотографического документализма обращали внимание на то, что документальные кадры не поддерживают гуманистическое начало, нарушают его и приводят к его разрушению. Негативная оценка документальной фотографии продолжила традицию критики театра насилия, начатую ещё в Исповеди Аврелия Августина.